# Visvaldis Lāms
Visvaldis Lāms (ur. 22 lipca 1923 w Rydze, zm. 28 sierpnia 1992 tamże) – łotewski pisarz.
Pisał powieści społeczno-psychologiczne z życia robotników lat 30. (Nemiera dunoša pilsēta - Niepokój i zgiełk miasta 1957), o okresie niemieckiej okupacji (Kāvu blāzma - W świetle zorzy polarnej 1958, wyd. pełne 1989) i o czasach powojennych (Visaugstākais amats - Najwyższa godność 1968). W swoich następnych dziełach, m.in. Jokdaris un lelle (Lalka i komediant 1972) i Trase (Trasa 1972) traktował o filozoficznej refleksji nad miejscem człowieka w historii. Jest również autorem wielu opowiadań i noweli.